# 珠寶匯
珠寶匯（英語：HKJO，英文全稱：Hong Kong Jewelry Outlet）於2013年開業，為一站式的珠寶主題商場。珠寶匯位於佐敦道及廣東道玉器街交界，佔地約一萬五千平方呎，投資額逹5000萬元。樓層有地下、一、二及三樓。商場內設有商戶的得獎作品展區，婚戒專櫃，足金專櫃等等，商場同時提供珠寶鑑証、鑲作、維修及清洗服務。

## 歷史
2013年10月31日，珠寶匯開幕。開幕禮主禮嘉賓包括香港藝人鍾嘉欣及香港旅遊業議會主席胡兆英。